# Tipula ursula
Tipula ursula är en tvåvingeart som beskrevs av Alexander 1951. Tipula ursula ingår i släktet Tipula och familjen storharkrankar.
Artens utbredningsområde är Peru. Inga underarter finns listade i Catalogue of Life.